# ۵۰۶ (پیش از میلاد)
۵۰۶ (پیش از میلاد) ۵۰۶مین سال قبل از تقویم میلادی است.